# Örn-serien
Örn-serien var namnet på en albumserie utgiven av Semic i början av 1980-talet. Albumen innehöll blandade serier.

## Utgivning
1. "Rick Hart", "Den svarta domstolen" 1982
2. "Rufus", "Räkna med Rufus", 1982
3. "Clifton", "Alias Lord X", 1983
4. "Chick Bill", "Spökstaden", 1982
5. "Aristokraterna", "De fyras klubb", 1983
6. "Biggles", "Slutspel i Kalahari", 1982
7. "Yoko Tsuno", "Jätteinsekterna", 1983
8. "Franka", "Monstret i dimman", 1983
9. "Legionären", "Heliga eldens stad", 1983
10. "Clifton", "Den fege agenten", 1983
11. "Alain Chevallier", "Formel död", 1983
12. "Yoko Tsuno", "Livsfarlig vind", 1983
13. "Biggles", "Drama i Gibraltar", 1983
14. "Chick Bill", "Guldfeber", 1983
15. "Alain Chevallier", "Skräckduellen", 1984
16. "Aristokraterna", "Den gyllene triangeln", 1984
17. "Clifton", "7 dagar att leva", 1984
18. "Yoko Tsuno", "Ljuset från Ixo", 1984
19. "Chick Bill", "Vålnaden", 1984
20. "Alain Chevallier", "Förbannelsen", 1984
21. "Indiana Jones", "De fördömdas tempel", 1984
22. "Professor Picaro", "Mysteriet med Tacho-växten", 1984
23. "Franka", "Draktanden", 1984
24. "Yoko Tsuno", "Tidsspiralen", 1984
25. "Vazelina", "Skrotrockarna", 1984

 Artikeln var, i den version den hade den 19 mars 2007, helt eller delvis hämtad från Seriewikin (hos Seriefrämjandet): Örn-serien